# Studioalbum
Ett studioalbum är ett musikalbum som spelats in i en studio, till skillnad från ett livealbum. Vissa musikstilar har nästan helt arbetats fram av innovativa musikproducenter och inspelningstekniker.